# Wapen van Tsjechië
Het wapen van Tsjechië is een schild bestaande uit vier kwartieren, met in elk kwartier het centrale element uit het wapen van een van de drie historische regio's van Tsjechië: Bohemen, Moravië en Silezië (Tsjechisch Silezië).
Het eerste en het vierde kwartier tonen de leeuw van Bohemen. Het is een zilveren leeuw met een dubbele staart op een rood veld.
Het tweede kwartier toont de adelaar van Moravië. Deze adelaar is in rood-witte kleuren volgens een schaakbordpatroon op een blauw veld.
Het derde kwartier toont de adelaar van (Neder-)Silezië: een zwarte adelaar met op zijn borst een witte halve maan op een geel veld.